# تعویض (فیلم ۲۰۱۰)
تعویض (به انگلیسی: The Switch) نام یک فیلم کمدی محصول سال ۲۰۱۰ کشور آمریکا است. فیلم‌نامه فیلم بر اساس یک داستان کوتاه با نام باستر (به انگلیسی: Baster) نوشته شده‌است. فیلمبرداری فیلم در مارس ۲۰۰۹ آغاز و تنها یک ماه به طول انجامید. نسخه دی‌وی‌دی و بلوری فیلم در ۱۸ ژانویه ۲۰۱۱ در کانادا منتشر شد. فیلم دارای ۱۳ موسیقی متن متفاوت است که از آلبوم‌های موسیقی متفاوتی جمع‌آوری شده‌است.

## خلاصه داستان
کَسی(جنیفر آنیستون) تصمیم به بچه‌دار شدن می‌گیرد. والی (جیسون بیتمن) دوست صمیمی کَسی از او می‌خواهد تا در تصمیمش تجدید نظر کند ولی کَسی بدون توجه به او سعی دارد با استفاده از اسپرم اهدایی از رولاند (پاتریک ویلسون) بچه‌دار ‌شود. در جشن اهدایی، والی در حالی که مست است اسپرم خود را جای‌گزین می‌کند و...